# (15946) Satinský
(15946) Satinský, désignation internationale (15946) Satinsky, est un astéroïde de la ceinture principale.

## Description
(15946) Satinsky est un astéroïde de la ceinture principale. Il fut découvert le 8 janvier 1998 à Modra par Adrián Galád et Alexander Pravda. Il présente une orbite caractérisée par un demi-grand axe de 2,69 UA, une excentricité de 0,09 et une inclinaison de 4,3° par rapport à l'écliptique.

## Compléments